# 1074 هـ
1074 هـ هي سنة في التقويم الهجري امتدت مقابلةً في التقويم الميلادي بين سنتي 1663 و1664.

## مواليد
- أحمد برناز